# Hydroïdpoliepen
De hydroïdpoliepen (Hydrozoa) zijn een klasse van de neteldieren (Cnidaria), waartoe onder andere de zoetwaterpoliepen en brandkoralen behoren. Deze groep bevat soorten met heel verschillende vormen, leefwijzen en afmetingen.

## Leefwijze
Hydrozoën zijn meestal carnivoor. Ze gebruiken hun tentakels om kleine planktondiertjes en vissen te vangen. Sommige leven in symbiose met algjes in hun weefsel. Hier komt zowel geslachtelijke als ongeslachtelijke voortplanting voor. De meeste zijn ongevaarlijk voor de mens, maar sommige hebben een dodelijk netelgif, zoals het Portugees oorlogsschip. Zelf worden ze gegeten door slakken en andere weekdieren, borstelwormen, zeespinnen, zeesterren en vissen.
De hydroïdpoliep Turritopsis nutricula is in staat zich op volwassen leeftijd terug te veranderen in een jeugdige poliep. Daarmee is dit het enige bekende potentieel onsterfelijke dier ter wereld.

## Levenscyclus
De levenscyclus omvat zelden een vrijzwemmend medusenstadium en meestal vastzittend poliepstadium. Kolonies bestaan uit tientallen tot zelfs duizenden dieren, die soms een hard skelet hebben en op koralen lijken, terwijl andere week zijn en in de bovenste waterlagen zweven.
In sessiele kolonies hebben de poliepen meestal verschillende vormen, naargelang hun functie. Dan kan het voorkomen dat de hele kolonie zich vaak gedraagt als een enkel organisme. Zo’n taakverdeling met polymorfe poliepen ziet men ook bij soorten die zich in het plankton bevinden. Dan zijn vaak netelende vangpoliepen naast voedselverterende poliepen aanwezig.

## Verspreiding en leefgebied
Deze dieren komen wereldwijd voor in het plankton of op de bodem van zeeën, rivieren en meren.

## Onderklassen
- Hydroidolina Collins, 2000
  - Anthoathecata Cornelius, 1992
    - Aplanulata Collins, Winkelman, Hadrys & Schierwater, 2005
    - Capitata Kühn, 1913
    - Filifera Kühn, 1913

  - Leptothecata Cornelius, 1992
  - Siphonophorae Eschscholtz, 1829 (Buiskwallen of staatkwallen)
- Trachylinae Haeckel, 1879
  - Actinulida Swedmark & Teissier, 1959
  - Limnomedusae Kramp, 1938
  - Narcomedusae Haeckel, 1879
  - Trachymedusae Haeckel, 1866 (1879)